# USS Gerald R. Ford (CVN-78)
USS Gerald R. Ford (CVN-78) – amerykański lotniskowiec z napędem atomowym, pierwsza jednostka nowego typu Gerald R. Ford. Zwodowany 11 listopada 2013 roku w stoczni Newport News w Newport News, wszedł do służby w marynarce amerykańskiej 22 lipca 2017 roku, zastępując w niej wycofany ze służby USS „Enterprise” (CVN-65).
Napędzany siłownią jądrową z dwoma reaktorami A1B okręt o wyporności pełnej 100 000 ton i długości ok. 333 metrów, zdolny jest do rozwinięcia prędkości większej niż 30 węzłów. „Gerald R. Ford” jest pierwszym lotniskowcem wyposażonym w katapulty elektromagnetyczne.
W skład grupy lotniczej Carrier Air Wing Eight wchodzi nominalnie ponad 75 załogowych i bezzałogowych statków powietrznych, w tym eskadra załogowych samolotów uderzeniowych Strike Fighter Squadron 37 (VFA-37).

## Budowa
Zgodnie z założeniami programu budowy nowego typu lotniskowców, okręty te mają zapewnić zmniejszenie kosztów eksploatacji, między innymi przez redukcję – względem starszych typów – o kilkaset osób stałej załogi jednostki, a także wiele usprawnień technicznych i operacyjno-taktycznych. Prace nad założeniami i projektami wstępnymi rozpoczęto 11 sierpnia 2005 roku, natomiast 10 września 2008 roku stocznia Northrop Grumman Newport News otrzymała wart 5,1 mld dolarów kontrakt na projekt szczegółowy USS „Gerald R. Ford”. 14 listopada 2009 roku odbyła się uroczystość położenia stępki. 9 listopada 2013 roku w stoczni Newport News okręt został ochrzczony, a matką chrzestną jednostki została Susan Ford Bales, córka prezydenta Stanów Zjednoczonych Geralda R. Forda. Dwa dni później jednostka została zwodowana.
31 maja 2017 roku lotniskowiec został przekazany marynarce amerykańskiej, po czym rozpoczął 18-miesięczny okres testów, zakończonych pełnym testem odporności na wstrząsy w sierpniu 2021 roku. W czasie testów okrętu wykonano ponad 8000 startów z jednostki. 22 lipca 2017 roku w bazie Norfolk z udziałem prezydenta USA Donalda Trumpa odbyła się uroczystość przyjęcia okrętu do służby. Koszt budowy wyniósł ok. 12,9 miliarda dolarów.

## Konstrukcja
Okręt o długości 333 metrów i szerokości 41 metrów oraz szerokości pokładu startowego 78 metrów, ma wyporność pełną 100 000 ton. Wyposażony jest w dwa reaktory wodno-ciśnieniowe (PWR) A1B w siłowniach zapewniających mu energię do napędu czterech śrub. USS „Gerald R. Ford” (CVN-78) jest pierwszym lotniskowcem wyposażonym w katapulty elektromagnetyczne (EMALS), które zastąpiły używane na wcześniejszych typach katapulty parowe, co uprasza konstrukcję jednostki oraz obsługę okrętu, zwiększa także tempo prowadzonych operacji lotniczych o 33% względem wcześniejszego typu Nimitz. Okręt zachował ogólny powojenny układ pokładu startowego z drugim pasem ułożonym pod kątem względem osi okrętu, i pojedynczą wyspą na prawej burcie.

## Służba okrętu
4 października 2022 USS „Gerald R. Ford” (CVN-78) wyszedł z Naval Station Norfolk w swój pierwszy rejs operacyjny, udając się na natowskie ćwiczenia na Atlantyku, z udziałem m.in. niemieckiej fregaty „Hessen” (F221). W skład jego grupy lotniczej weszły cztery eskadry myśliwsko-uderzeniowe: VFA-31, VFA-37, VFA-87, VFA-213 z samolotami F/A-18E/F Super Hornet, eskadra walki radioelektronicznej VAQ-142 z samolotami EA-18G Growler, eskadra wczesnego ostrzegania i kierowania VAW-124 z samolotami E-2D Hawkeye, dwie eskadry śmigłowców: HSM-70 z MH-60R Seahawk i HSC-9 z MH-60S Knighthawk i eskadra wsparcia logistycznego VRC-40 z samolotami C-2A Greyhound.